# Polissoirs du Gué de Beaumoulin
Les polissoirs du Gué de Beaumoulin est un ensemble de sept polissoirs situés à Souppes-sur-Loing, dans le département de Seine-et-Marne en France.

## Description
Les polissoirs sont signalés en 1874 par un tailleur de pierre, M. Remauger. Ils sont en grès de Fontainebleau. Les polissoirs no 1 à no 6 sont classés au titre des monuments historiques dès 1889. Le polissoir no 7 n'a été découvert et décrit qu'en 1972 par J. Soulier.
| Polissoir                                 | Situation                                        | Caractéristiques                                                    |
| ----------------------------------------- | ------------------------------------------------ | ------------------------------------------------------------------- |
| no 1                                      | gros rocher isolé long de 6,50 m et large de 4 m | 19 rainures, 27 cuvettes et 47 surfaces polies                      |
| no 2                                      | rocher bas                                       | 1 rainure et 1 grande surface polie                                 |
| no 3                                      | petit rocher triangulaire                        | 1 rainure entourée d'une surface polie                              |
| no 4                                      | rocher à 25 m du no 1                            | 2 cuvettes entourées d'une surface polie et une autre surface polie |
| no 5                                      | petit rocher                                     | 1 cuvette polie et de nombreux trous naturels                       |
| no 6                                      | rocher bas                                       | 2 rainures et 8 cuvettes polies étroites                            |
| no 7                                      |                                                  | surfaces très érodées                                               |
| Source : Les mégalithes de Seine-et-Marne |                                                  |                                                                     |

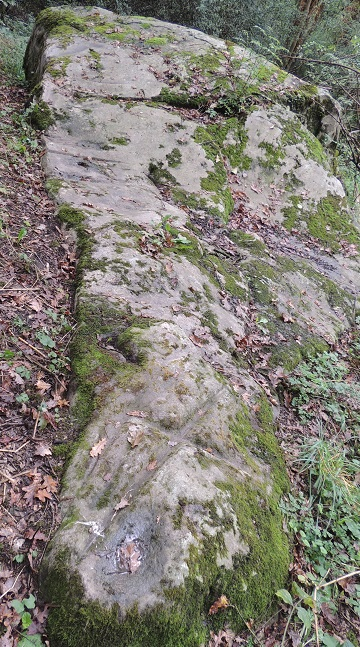
Polissoir n°1.
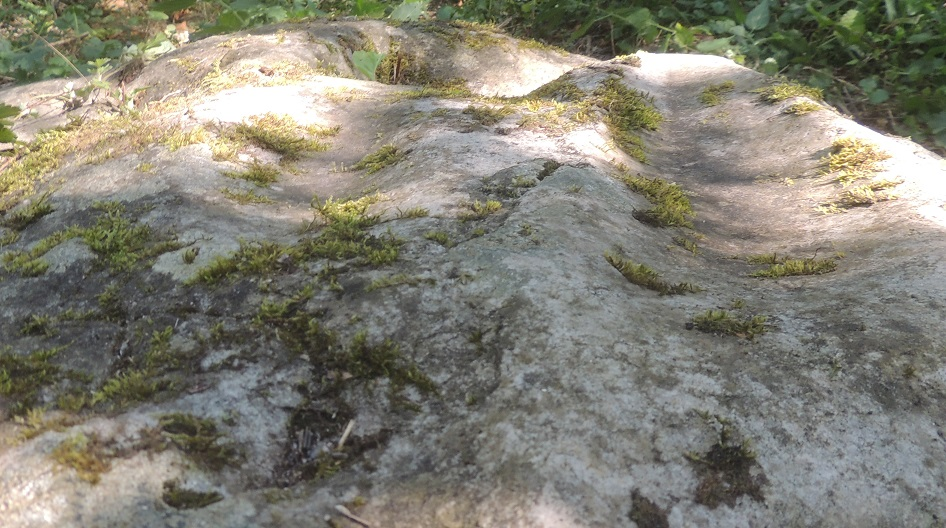
Polissoir n°2.
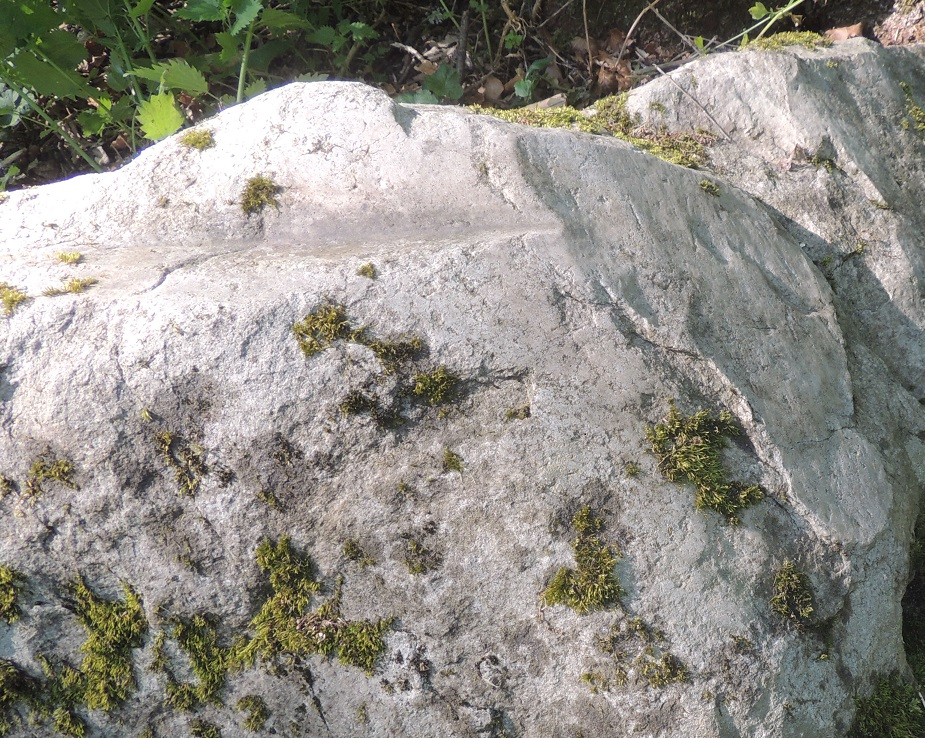
Polissoir n°3.
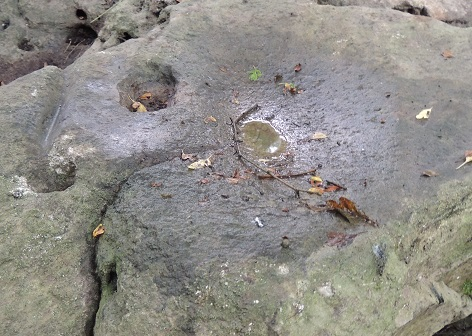
Polissoir n°6.